# Norman Abramson
Norman Abramson (Boston, 1 de abril de 1932-San Francisco, California; 1 de diciembre de 2020) fue un ingeniero informático estadounidense, conocido por ser el principal desarrollador de ALOHAnet. Comenzando la década de 1970, él y sus colaboradores pretendían conectar usuarios remotos con una computadora central situada en Honolulu. Hasta entonces la solución era conectar mediante cables submarinos, lo cual no parecía una solución muy satisfactoria. Gracias a él, se pudo transmitir datos por primera vez en una red inalámbrica.

## Biografía
En 1958 se incorporó a la Universidad de Stanford de California. Llegó a ser profesor en la Universidad de Hawái en 1965 y dos años después se convirtió en director del sistema ALOHA aunque no se produjo la primera ejecución hasta 1970. Entre 1972 y 1985 asesoró a Naciones Unidas en materia de tecnología por satélite. En 1994 fundó ALOHA Networks.

## Algunas publicaciones
- Information theory and coding (McGraw-Hill, 1963)

- Computer communication networks (Prentice-Hall, 1973). Editor con Franklin F. Kuo

## Premios
- 1972: IEEE Sixth Region Achievement Award por las contribuciones a la teoría de la información y codificación.
- 1980: IEEE Fellow Award por el desarrollo del systema ALOHA.
- 1992: Pacific Telecommunications Council 20th Anniversary Award for leadership in the PTC.
- 1995: Premio a las Comunicaciones y Computadoras IEEE Koji Kobayashi por el desarrollo del sistema ALOHA.
- 1998: Golden Jubilee Award para la Innovación Tecnológica otorgado por la IEEE Information Theory Society, por «la invención del primer protocolo de comunicaciones de acceso-aleatorio».
- 2000: Premio de tecnología por la alemana fundación Eduard Rhein.
- 2007: Medalla IEEE Alexander Graham Bell.
- 2011: Premio C&C.